# Noé Acosta
Noé Acosta Rivera (10 de diciembre de 1983) es un futbolista español que juega como centrocampista para el CD Coslada.

## Carrera futbolística

### España
Acosta nació en Guadalajara, Castilla-La Mancha, perteneció a la cantera del Real Madrid CF hasta juveniles. Comenzó en 2002 con el CD Colonia Moscardó, después el Atlético de Madrid C, Real Murcia Imperial, RSD Alcalá, UD Almería B y Motril CF.

### Rumania
En enero de 2010 se trasladó al extranjero Acosta, firmando con el FC Universitatea Cluj en la que sería su primera experiencia en primera división, sus buenas actuaciones le sirvieron para dar el salto a una liga superior.

### Grecia
En el mercado de invierno, agente libre Acosta se trasladó a Grecia en 2011, comenzando con el Olympiakos Volou 1937 FC. en el cual compitió en el 2011/2012 de la UEFA Europa League, anotando en el 3-0 victoria a domicilio ante el FC Differdange 03. Después del descenso administrativo del club ese mismo verano, Acosta se trasladó al Aris Thessaloniki FC uno de los clubs más laureados de Grecia cuajando una gran temporada en la cual solo los problemas económicos evitaron que clasificaran para disputar competición europea y llevando al Club a una bancarrota. Después pasó por el Levadiakos una temporada para más tarde, al siguiente año, firmar por el PAS Giannina, club en el cual volvería a jugar competición europea siendo uno de los capitanes. La temporada 2017/2018 Acosta se trasladó al Lamia FC club recién ascendido a la Superliga de Grecia en el cual consiguieron el objetivo de la salvación sin ningún problema. La temporada 2018/2019 se compromete con el AE Larisa por un año.

### India
El 4 de junio de 2019 se anunció oficialmente su contratación por el Jamshedpur FC de la Superliga de India para la temporada 2019-2020.

## Estadísticas
| Club               | País    | Año       | Part. | Goles |
| ------------------ | ------- | --------- | ----- | ----- |
| Moscardó           | España  | 2002–2003 | 20    | 11    |
| Atlético Madrid C  | España  | 2003–2004 | 37    | 7     |
| Murcia B           | España  | 2004–2005 | 32    | 5     |
| Alcalá             | España  | 2005–2006 | 26    | 1     |
| Almería B          | España  | 2006–2007 | 35    | 7     |
| Motril             | España  | 2007–2009 | 55    | 10    |
| Universitatea Cluj | Rumanía | 2009-2011 | 24    | 2     |
| Olympiakos Volou   | Grecia  | 2010-2011 | 27    | 1     |
| Aris               | Grecia  | 2011–2012 | 19    | 3     |
| Levadiakos         | Grecia  | 2012–2013 | 23    | 0     |
| Olympiakos Volou   | Grecia  | 2013-2014 | 9     | 2     |
| PAS Giannina       | Grecia  | 2013–2017 | 106   | 13    |
| PAS Lamia          | Grecia  | 2017–2018 | 29    | 2     |
| AE Larissa         | Grecia  | 2018–2019 | 15    | 1     |
| Jamshedpur FC      | India   | 2019–2020 | 15    | 3     |